# Алана Роуз Хадсон
Алана Роуз Хадсон (англ. Alana Rose Hudson) — новозеландська дипломатка. Надзвичайний і Повноважний Посол Нової Зеландії в Україні за сумісництвом у 2021-2024 роках.

## Життєпис
Працювала на посаді менеджера підрозділу відділу послуг та інвестицій Міністерства закордонних справ та торгівлі Нової Зеландії. На цій посаді вона очолювала команду, яка веде торговельні переговори Нової Зеландії у сферах послуг, інвестицій та електронної комерції/цифрової торгівлі. Вона також є високопосадовцем, відповідальним за імплементацію Угоди про партнерство в галузі цифрової економіки, підписаної в червні з Сінгапуром і Чилі. Протягом 20-річної кар'єри вона вела та підтримувала двосторонні та багатосторонні переговори в різних сферах, включаючи торгівлю товарами, інтелектуальну власність, сільськогосподарську політику та митні процедури. Вона була учасником переговорів Нової Зеландії щодо Угоди СОТ про спрощення торгівлі та процесу розширення Угоди з інформаційних технологій у період з 2011 по 2015 рр.
Вона працювала за кордоном у Женеві та Брюсселі, а також була провідним радником у Латинській Америці у 2015—2018 рр.
З 27 січня 2021 року — Надзвичайний і Повноважний Посол Нової Зеландії в Польщі та за сумісництвом в Україні, Латвії, Литві, Грузії, Естонії.
25 жовтня 2021 року — вручила вірчі грамоти Президенту Польщі Анджею Дуді
9 грудня 2021 року — вручила копії вірчих грамот заступнику міністра закордонних справ Дмирові Сеніку
9 грудня 2021 року — вручила вірчі грамоти Президенту України Володимиру Зеленському.
Восени 2024 року закінчила свою каденцію Посла Нової Зеландії у Польщі та Україні.